# 岩汪湖镇
岩汪湖镇，是中华人民共和国湖南省常德市汉寿县下辖的一个乡镇级行政单位。

## 行政区划
岩汪湖镇下辖以下地区：
岩汪湖社区、雷神庵村、五龙村、岩汪湖村、平安村、永兴村、红菱村、团和村、红菱湖村、黄芦山村、高羊村、新民村、定上村、五美村、排子窖村、烂泥湖村、方嘴村和定上湖渔场生活区。